# Simon Gutman
Pour les articles homonymes, voir Gutman.
Simon Gutman (20 juillet 1923 à Varsovie (Pologne) - 5 octobre 2020), est un Français d'origine polonaise, déporté à l'âge de 18 ans vers Auschwitz par le premier convoi de Juifs de France le 27 mars 1942, survivant et témoin de la Shoah.

## Biographie

### Les premières années
Simon Gutman est né le 20 juillet 1923 à Varsovie en Pologne. Son père, David Gutman arrive en France en 1929. Il travaille comme apiéceur à domicile. Il fait ensuite venir sa femme et ses quatre enfants nés à Varsovie : Mordka Gutman, né le 15 mai 1922, Szmul Gutman, né le 20 juillet 1923, Chana Gutman, née le 8 mars 1925, et Szrul Gutman, né le 22 juin 1928. Trois autres enfants naissent à Paris : Yvette Gutman, née le 23 janvier 1929, dans le 14e arrondissement de Paris, Isaac Gutman, né le 23 mai 1933 dans le 12e arrondissement de Paris et Bella Gutman, née le 4 février 1935 dans le 18e arrondissement de Paris.
En septembre 1940, il est arrêté pour espionnage au bénéfice de l'Angleterre. Simon Gutman, alors adolescent, n'hésite pas à demander un entretien avec le préfet de police pour démonter cette accusation et faire libérer son père. Lycéen, il est arrêté lors de la rafle du 20 août 1941 et transféré à Drancy. Il est déporté dans le convoi no 1 du 27 mars 1942, parti de Drancy et de Compiègne vers Auschwitz. Il a dix-neuf ans.

### La déportation
Arrivé dans le complexe d'Auschwitz, Simon Gutman est transféré à Birkenau. Il y subit la violence extrême des Kapos, des condamnés de droit commun allemands. Les conditions de vie y sont particulièrement dures. La mortalité parmi les déportés du premier convoi est effrayante. En aout 1942, 1 008 des 1 112 déportés ont perdu la vie à cause de la faim et des mauvais traitements. Simon Gutman devient le numéro 27815, numéro qu'il doit mémoriser en Allemand pour les appels, ce qui ne lui est pas trop difficile à faire car il comprend le yiddish. Il doit pendant plusieurs semaines transporter des briques d'un endroit à l'autre puis en sens inverse. Le Kapo, un véritable sadique les fait lever à 3 heures du matin et les arrose d'eau froide. Un jour, un prisonnier politique allemand, affecté aux cuisines, demande un aide cuisinier. C'est Simon Gutman qui est choisi. Cette affectation lui sauve la vie même s'il est régulièrement battu par les cuisiniers polonais et s'il ne comprend rien aux ordres donnés en Polonais car il peut mieux se nourrir. Il songe un temps à se suicider. 
Il apprend que son frère ainé Maurice, arrêté lors de la rafle du billet vert en mai 1941 a été déporté à Auschwitz et y a péri dans les chambres à gaz. Il parvient à retrouver son père déporté dans un autre secteur du camp. Il l'aide à survivre en lui donnant un peu de sa ration. Finalement son père est envoyé à Varsovie en  juin 1943 pour déblayer les ruines du ghetto. 
Simon Gutman est ensuite transféré au Kommando s'occupant des vêtements des déportés. Malade du typhus, il est sélectionné pour la chambre à gaz, mais il est « oublié » dans le block 7 de Birkenau dans un état comateux, ce qui lui sauve la vie. Il est transféré au camp de concentration du Stutthof en octobre 1944. Il n'y reste que peu de temps. Il est ensuite envoyé dans celui d'Hailfingen, de Dautmergen et d'Altshausen en Allemagne. Il parvient à s'enfuir en février 1945 près de Dachau lors d'une marche de la mort avec quatre autres déportés dont Emanuel Mink et un jeune juif polonais de 12 ans. Au terme d'une longue errance, les cinq fuyards rencontrent le 5 avril 1945 une colonne de la 2e division blindée de l'armée française, près d'Altshausen dans le sud du Bade-Wurtemberg et sont libérés.

## Après-guerre
À son retour en France, Simon Gutman ne retrouve que son père, David Gutman. Sa mère, ses trois frères : Mordka Gutman, Szrul Gutman, Isaac Gutman, et ses trois sœurs, Chana Gutman, Bella Gutman et Yvette Gutman ont tous été assassinés. Il se marie en 1947 à Paris avec une rescapée polonaise avec qui il a deux enfants. Il fonde rue de Turenne, une prospère entreprise de prêt-à-porter. Il meurt le 5 octobre 2020 à l'âge de 97 ans. C'était le dernier rescapé du premier convoi.

### Documentaire
- Premier convoi, documentaire de Pierre-Oscar Lévy, Jacky Assoun et Suzette Bloch, 1992, 1 h 42 min